# 廖大森
廖大森（8月4日—），台灣唱作人、電台DJ。發表過三張原創專輯，曾為5566、杜德偉、劉德華、蕭煌奇、詹雅雯、童童、蔡義德、梁一貞、謝金燕、曾心梅、白冰冰、蔡義德、梁一貞等歌手創作詞曲。主持逾貳千場海內大型活動,擁有婚喪喜慶主持，詞曲創作，配音旁白，DJ多重身分。

## 電視主持
- 2012-2013 泉州電視台4套-唱歌拼輸贏 共六十集

## 電影/電視配音
- 2011 阿爸
- 2016 原民電視台-第二季圓夢舞台

## 廣播節目
- 2000-2011 台中廣播-早安還沒睡/快樂101/快樂的生日/街頭巷尾
- 2010-2011 雲嘉廣播-寶島風情話
- 2011-2012 中央人民廣播電台-寶島風情話
- 2006-2012 太陽電台 太陽報一報
- 2012-2013 中廣寶島網/中央人民廣播電台-兩岸嘉年華
- 2013-2016 好事聯播網/好事愛音樂

## 發行專輯
- 2007.09 廖大森首張創作專輯-街頭巷尾(喜瑪拉雅唱片)
- 2008.12 廖大森第二張創作專輯-心愛的,愛你4ever(喜瑪拉雅唱片)
- 2011.12 廖大森第三張創作專輯-幸福的DJ(軸心音樂)

## 數位單曲
- 2008 媽媽
- 2008 秋天的心/日頭照四方
- 2008 心愛的/天空之城
- 2008 傷心為誰人
- 2009 和風(國)
- 2018 就等桃花開 (國)
- 2022 斷橋(remaster)
- 2023 我相信祢愛我

## 專輯曲目
1. . On Air Intro
2. . Dream Lover
3. . 街頭巷尾
4. . 斷橋
5. . 跳歸暝
6. . 尚好麥天光
7. . 乎伊安心
8. . 明明有講過
9. . 叫天叫地
10. . 旅途
11. . 愛就是惜 (v.s 王依華)
12. . 我不懂

1. . 媽媽
2. . 媽媽 (台)
3. . Dream Lover (DJ Martino Factory Remix)
4. . 媽媽 (Kala)
5. . 媽媽 (Kala)
6. . 斷橋 (Kala)
7. . 街頭巷尾 (Kala)
8. . 尚好麥天光 (Kala)
9. . 乎伊安心 (Kala)
10. . 媽媽 (Smooth Remix Version)
11. . 我不懂

1. .心愛的
2. .秋天的心
3. .KTV 王子
4. .真心的交陪 (vs. 江清蓉)
5. .媽媽
6. .愛你 4ever
7. .我愛的不愛我的人
8. .傷心為誰人 詞曲  余傳賢
9. .日頭照四方
10. .Dream Lover

1. .1.幸福的DJ(新 懷念的播音員)
2. .2.OS-幸福是什麼？
3. .3.03幸福的未來
4. .4.OS-訴說著 我的幸福
5. .5.哈尼哈尼
6. .6.OS-唱出難過 也是種幸福
7. .7.無情的歌
8. .8.雙手放開卡自然
9. .9.OS-緣起不滅
10. .10.原因
11. .11.阿公的時代
12. .12.OS-難以啟齒的話語
13. .13.隱私
14. .14.和風(演奏版)
15. .15.和風
16. .16.OS-祝福們
17. .17.生日快樂
18. .18.真幸福

## 獲獎記錄
- 2003 台中市環保局快樂掃街歌-冠軍
- 2003 衛生署手洗了沒創作佳作
- 2003 佛光山人間音緣世界音樂大賽第二名
- 2004 台電形象歌曲比賽冠軍
- 2004 行政院母語歌曲創作大賽佳作
- 2007 財團法人精神健康歌曲比賽第二名
- 2007 行政院母語原創音樂大賽佳作
- 2008 佛光山人間音緣世界音樂大賽-最佳傳唱獎
- 2008 無名良品影片大賞-人氣獎
- 2008 振宇五金企業歌曲創作比賽-冠軍
- 2009 佛光山-雲湖之歌優選
- 2009 行政院新聞局第二屆影音創作大賽入選

- 2011 海峽兩岸媽祖盃青年組創作首獎
- 2011 南投縣文化局日月潭歌曲創作大賽佳作
- 2011 中華電信詞曲創作大賽得獎作品-斷橋
- 2011 財政部百年電子發票金曲創作大賽佳作
- 2011 智冠科技藝術基金會-夢想進行式公益音樂創作大賽佳作
- 2011 法務部「百年直言不賄徵英雄」-反賄選歌曲創作大賽佳作
- 2011 臺南市環保局資源回收歌曲創作大賽-冠軍
- 2012 法鼓山農禪寺水月頌世界創作大賽-亞軍
- 2012 內政部「家的故事‧愛的故事」廣播作品優選
- 2012 臺北市立圖書館60週年館慶詞曲創作大賽-冠軍
- 2012 臺中市社會局「愛‧零暴力」宣導短片徵選-亞軍
- 2013 中華民國獸醫師全聯會「預防狂犬病詞曲創作大賽」亞軍
- 2013 財政部中區國稅局「租稅金馬獎影展」租稅宣導活動微電影徵選亞軍
- 2013 工業技術研究院南分院「2013臺南蘭花故事」微電影蝴蝶蘭金獎
- 2013 經濟部水利署「全民秀創意 節水無難事」節水創意歌曲大賽亞軍
- 2013 基隆市政府「交通不違規 出門好FUN心」影像徵選入選
- 2013 文化部2013「原聲音樂節」原創音樂競賽徵選亞軍
- 2013 新竹市文化局「愛show風城」新竹市微電影徵件比賽銀獎
- 2013 彰化縣政府「就業歧視OUT」102年彰化縣防制就業歧視微電影佳作
- 2014 桃園縣政府全國環保金曲創作大賽-銀獎

## 已發表詞曲作品
- 1997 王瑞霞-覺醒/聲聲攏是你的名
- 2000 杜德偉-主打。束縛 與余傳賢合寫
- 2002 RAY-隱私/你太慘忍/想開了
- 2004 劉德華-的士司機/作詞劉德華，作曲廖大森
- 2005 5566-世界最美麗的風景  詞 余傳賢
- 2005 童童-愛的溫度計
- 2005 詹雅雯-真心的交陪
- 2005 蕭煌奇-愛就是惜/真心
- 2006 甲子慧-TELL ME WHY
- 2007 白冰冰-愛就是惜 作詞星雲大師劉德華，作曲廖大森
- 2008 童童-時光
- 2008 曾心梅-愛就是惜
- 2008 JS-珍惜因緣
- 2012 高登-Sorry(三立電視台-天下父母心主題曲) 與余傳賢合寫
- 2013 梁一貞主打 傷害我 你快樂嗎 與余傳賢 合寫*
- 2016 鳳琴主打 大海的彼邊
- 2018-2019 蔡義德 主打 換我乎你靠（三立八點檔主題曲）、看不破

## 配音
- 2008詹雅雯演唱會旁白
- 2010洪一峰戀花紀念音樂會旁白
- 2011黃西田演唱會旁白
- 2011羅時豐詹雅雯豐雯跨世代會演唱旁白
- 2011詹雅雯超級紅人榜真愛100演唱會旁白
- 2013葉啟田金色人生演唱會旁白
- 2015李翊君夢想.情歌.演唱會旁白
- 2017圓夢舞台原住民電視台-第2季旁白

## 廣告配樂
- 台中廣播/真心之音/太陽電台台呼製作
- 家樂福/過年篇
- 東森寬頻電信/鑽石篇
- 味全36法郎
- 野城金都金飾
- 劉麵包/能衞康E JINGO
- 綠洲果汁-辦桌篇
- 拿波里比薩
- SINA新浪網廣告
- 東森寬頻/超人篇
- 可口可樂/過年篇
- 國民黨競選廣告/rap篇
- 廣三豐富牙醫/形象歌曲
- 台中廣播十周年慶形象歌曲
- 寶馬生漱口水
- 台大補習班 JINGO
- 慈恩園廣告配樂
- 廣三豐富牙醫/形象歌曲
- 佳儷曲線運動館JINGO
- 羅氏血糖機JINGO
- 線上遊戲-水果星球/水靈仙子配樂
- 兒童舞台劇-魔鞋冰封歷險記配樂
- 彰化桂冠MOTEL館內循環帶
- 小腦萎縮協會復健手冊CD
- 臺中地檢署-修復式司法「向日葵有話對你說」專輯製作
- 公共電視-梟鸞配樂

## 外部連結
- 廖大森歷年音樂作品集
- 廖大森臉書粉絲專頁